# Carex barbata
Carex barbata är en halvgräsart som beskrevs av Francis M.B. Boott. Carex barbata ingår i släktet starrar, och familjen halvgräs.
Artens utbredningsområde är Tasmanien. Inga underarter finns listade i Catalogue of Life.